# Max Desrau
Max-Robert Giel dit Max Desrau est un acteur français né le 21 mars 1918 à Rouen (Seine-Inférieure) et mort le 29 septembre 2001 à Paris.

## Biographie
Second rôle à la filmographie bien fournie, il a tourné aussi bien au cinéma qu'à la télévision. Il s'est notamment fait connaître du grand public grâce à la pièce de théâtre La Bonne Planque aux côtés de Bourvil. Il a également participé à l'émission Au théâtre ce soir à quatorze reprises.

## Théâtre
- 1960 : La Collection Dressen de Harry Kurnitz, adaptation Marc-Gilbert Sauvajon, mise en scène Fernand Ledoux, théâtre des Célestins
- 1962 : La Bonne Planque de Michel André, mise en scène Roland Bailly, théâtre des Nouveautés
- 1964 : Les escargots meurent debout de Francis Blanche, mise en scène Jean Le Poulain, théâtre Fontaine
- 1965 : Ouah ! Ouah !, opérette de Michel André, mise en scène Roland Bailly, musique Étienne Lorin et Gaby Wagenheim, théâtre de l'Alhambra
- 1965 : Monsieur Carnaval, opérette de Frédéric Dard, Charles Aznavour et Mario Bua, théâtre du Châtelet
- 1968 : Pic et Pioche de Raymond Vincy, Jacques Mareuil et Darry Cowl, mise en scène Robert Thomas, théâtre des Nouveautés
- 1968-1969 : Fanny de Marcel Pagnol, mise en scène Henri Vilbert, théâtre des Célestins puis théâtre de la Porte-Saint-Martin
- 1970 : Madame de Rémo Forlani, mise en scène Sandro Sequi, théâtre de la Renaissance
- 1972 : Le Médecin malgré lui de Molière, mise en scène Jean Meyer, MJC de Cachan
- 1974 : The Tour de Nesles d'Alec Pierre Quince d'après Alexandre Dumas, mise en scène Archibald Panmach, théâtre de la Porte-Saint-Martin
- 1988 : Le Retour au désert de Bernard-Marie Koltès, mise en scène Patrice Chéreau, Festival d'automne à Paris théâtre Renaud-Barrault

## Filmographie

### Cinéma
- 1953 : Belle Mentalité ! d'André Berthomieu
- 1953 : L'Œil en coulisses d'André Berthomieu
- 1953 : Le Portrait de son père d'André Berthomieu : le barbu
- 1954 : Virgile de Carlo Rim : le ministre
- 1954 : Escalier de service de Carlo Rim : le client qui attend au café
- 1954 : Le Mouton à cinq pattes d'Henri Verneuil : le nouveau patron des pompes funèbres
- 1955 : Les Duraton d'André Berthomieu : un avocat
- 1956 : Bébés à gogo de Paul Mesnier
- 1956 : Cinq millions comptant d'André Berthomieu : M. Vermifue
- 1956 : La Joyeuse Prison d'André Berthomieu : le marquis
- 1956 : Les Lumières du soir de Robert Vernay
- 1957 : Nous autres à Champignol de Jean Bastia
- 1957 : Mon coquin de père de Georges Lacombe
- 1957 : La vie est belle de Roger Pierre et Jean-Marc Thibault : le voisin de campagne
- 1957 : En bordée de Pierre Chevalier
- 1958 : Le Petit Prof de Carlo Rim : M. Honorat
- 1958 : Les Motards de Jean Laviron
- 1958 : Croquemitoufle ou Les Femmes des autres de Claude Barma
- 1958 : Arrêtez le massacre ou Le Bourreau des cœurs  d'André Hunebelle
- 1959 : Les Héritiers de Jean Laviron : un homme assassiné
- 1959 : Le Gendarme de Champignol de Jean Bastia : un consommateur
- 1960 : Zazie dans le métro de Louis Malle : Permanent
- 1960 : Les Tortillards de Jean Bastia : Pépé
- 1961 : Les Filles de La Rochelle de Bernard Deflandre : l'Écossais
- 1962 : Snobs ! de Jean-Pierre Mocky : un employé de la laiterie
- 1962 : Le Tracassin ou Les Plaisirs de la ville d'Alex Joffé
- 1962 : Un clair de lune à Maubeuge  de Jean Chérasse : l'entraîneur sportif
- 1963 : Faites sauter la banque ! de Jean Girault : un client de la banque
- 1963 : Clémentine chérie de Pierre Chevalier : le photographe
- 1963 : Un drôle de paroissien de Jean-Pierre Mocky : un ecclésiastique
- 1963 : Une ravissante idiote d'Édouard Molinaro : l'ami d'Harry
- 1964 : La Grande Frousse ou La Cité de l'indicible peur de Jean-Pierre Mocky : un journaliste
- 1964 : Mata Hari, agent H21 de Jean-Louis Richard : un spectateur
- 1965 : Les Baratineurs de Francis Rigaud : Takaroff
- 1965 : Bon Week-end ou Les Enquiquineurs de Roland Quignon
- 1965 : Le Caïd de Champignol de Jean Bastia
- 1966 : Trois enfants dans le désordre de Léo Joannon : le père à la mairie
- 1969 : Dernier Domicile connu de José Giovanni : Thouin
- 1970 : L'Homme orchestre de Serge Korber : un automobiliste au feu rouge
- 1970 : Clodo de Georges Clair : M. Henri
- 1972 : Quatre souris pour un hold-up de Richard Balducci : l'homme au biberon
- 1972 : Moi y'en a vouloir des sous de Jean Yanne : le receveur du bus
- 1973 : Le Magnifique de Philippe de Broca
- 1973 : Les Chinois à Paris de Jean Yanne : un candidat à la collaboration
- 1974 : Opération Lady Marlène  de Robert Lamoureux : M. Lenoir
- 1976 : L'Apprenti salaud de Michel Deville : M. Edgar
- 1977 : Comme sur des roulettes de Nina Companeez : le premier portier
- 1977 : L'Imprécateur de Jean-Louis Bertuccelli
- 1980 : Voulez-vous un bébé Nobel ? de Robert Pouret : Lenoir
- 1981 : Pour la peau d'un flic d'Alain Delon : le capitaine Melis-Sanz
- 1981 : Fais gaffe à la gaffe! de Paul Boujenah : Py
- 1982 : Qu'est-ce qui fait craquer les filles... de Michel Vocoret
- 1983 : Le Bourreau des cœurs de Christian Gion : Le père
- 1987 : La Comédie du travail de Luc Moullet : le vieux routard
- 1993 : Pétain de Jean Marbœuf : Huntzinger
- 1994 : Les Faussaires de Frédéric Blum : le père Ettley
- 1996 : Les Grands Ducs de Patrice Leconte : le voisin de Cox

### Télévision

#### Téléfilms
- 1960 : Un beau dimanche de septembre de Marcel Cravenne : Monsieur Henri
- 1966 : Orion le tueur de Georges Folgoas : Gégé la Pochette
- 1967 : Huckleberry Finn de Pascal Duffard
- 1967 : La Bonne Peinture de Philippe Agostini
- 1969 : La Librairie du soleil de Edmond Tiborovsky : Ficelle
- 1970 : Le Fauteuil hanté de Pierre Bureau
- 1970 : Tout spliques étaient les Borogoves de Daniel Le Comte : le présentateur
- 1971 : Mesure sur mesure de Marcel Bluwal : Eroth
- 1971 : Robert Macaire de Pierre Bureau  (téléfilm avec Jean Marais) : Monsieur Gogo
- 1971 : Le Père Noël est en prison de Pierre Gautherin
- 1972 : La Bonne Nouvelle de Guy Lessertisseur : Labisque
- 1972 : La Vie et la Passion de Dodin-Bouffant de Edmond Tiborovsky
- 1973 : Romain Kalbris de Yves-André Hubert : un passant
- 1973 : Monsieur Pompadour de André Leroux : l'évêque / le recteur
- 1974 : Air Atlantic 725 de Robert Crible : la pasteur
- 1976 : Robert Macaire de Georges Neveux, d'après Saint-Amand et Benjamin Antier, réalisation Roger Kahane
- 1979 : Le Crime des innocents de Roger Dallier : le critique musical
- 1979 : Le Roi Muguet de Guy Jorré : Le second malade
- 1981 : Ce monde est merveilleux de Guy Jorré
- 1983 : Tante Blandine de Guy Jorré : le retraité
- 1983 : Thérèse Humbert de Marcel Bluwal
- 1985 : Vincente de Bernard Toublanc-Michel
- 1985 : Le seul témoin de Jean-Pierre Desagnat
- 1985 : Le Passage de Franck Apprederis : le vieil homme
- 1991 : Le Piège de Serge Moati

#### Séries télévisées
- 1961 : Les Mystères de Paris de Marcel Cravenne : Le greffier
- 1961 : Le Théâtre de la jeunesse, épisode La Petite Dorrit : Cavoletto
- 1962 : Le Théâtre de la jeunesse, épisode Gargantua
- 1963 : L'inspecteur Leclerc enquête de Yannick Andreï, épisode : La menace
- 1963 : Le Théâtre de la jeunesse, épisode Jean Valjean : le concierge
- 1964 : L'Abonné de la ligne U - 15 épisodes : l'inspecteur Truflot

- C'est le tour de Monsieur Colet
- On reparle des Tavernier
- Les victimes vont se réunir
- Est-ce l'abonné, oui ou non ?
- Des confidences qui finissent mal
- Un nouveau coup de théâtre
- La journée de la rançon de 10h à 11h30 du matin
- La journée de la rançon de 6h à 9h du matin
- A la recherche d'un passé
- L'abonné pose ses conditions
- Les victimes se rapprochent l'une de l'autre
- Après un crime, une disparition
- L'album des portraits de famille
- Une lettre dans l'autobus
- L'affaire débute comme n'importe quelle affaire

- 1964 : Le Théâtre de la jeunesse, épisode Méliès, magicien de Montreuil-sous-Bois : le chauve
- 1965 : Les Saintes chéries - épisode #1.3 Ève au volant de Jean Becker : l'agent embusqué
- 1965 : Médard et Barnabé : Arsène
- 1967 : L'Amateur ou SOS Fernand - épisode #1.2 La valise de Jean-Pierre Decourt
- 1967 : La Princesse du rail - épisode #1.14 : le ministre
- 1967 : Saturnin Belloir
- 1967 : Les Cinq Dernières Minutes, épisode Un mort sur le carreaur de Roland-Bernard : Legrand
- 1968 : Les Compagnons de Baal - épisode #1.1 Le secret de Diogène de Pierre Prévert : le notaire
- 1969 : Que ferait donc Faber ?
- 1969 : Café du square - épisodes #1.6 et #1.16
- 1971 : Arsène Lupin - épisode #1.1 Le bouchon de cristal de Jean-Pierre Decourt : le bourreau
- 1971 : Aux frontières du possible - épisode #1.6 Protection spéciale ultra-sons U de Claude Boissol
- 1971 : Les Dossiers du professeur Morgan - épisode #2.10 : Le colonel est mort cette nuit
- 1971 : Robert Macaire de Pierre Bureau (téléfilm) : Monsieur Gogo
- 1972 : Pot-Bouille : maître Renaudun
- 1973 : Les Enquêtes du commissaire Maigret de François Villiers, épisode : Mon ami Maigret : le dentiste
- 1973 : L'Éducation sentimentale
- 1973 : Karatekas and Co - épisode #1.2 : Le club de l'eau plate : M. Muret
- 1973 : Les Nouvelles Aventures de Vidocq - épisode #2.2 : Les assassins de l'Empereur
- 1974 : Un curé de choc (26 épisodes de 13 minutes) de Philippe Arnal
- 1975 : Les Brigades du Tigre, épisode La Couronne du Tsar de Victor Vicas : le spécialiste
- 1975 : Les Grands Détectives de Jean Herman, épisode : Monsieur Lecoq : Bonnard
- 1976 : La Poupée sanglante - épisodes #1.1 - #1.2 - #1.6 : le père Macchabée
- 1977 : Fachoda, la mission Marchand : un député
- 1979 : Miss  - épisode #1.4 : Miss et la vie en rose : le préposé à l'ordinateur
- 1980 : Opération Trafics - épisode #3.6 : T.I.R. de Christian-Jaque : M. Schwarz
- 1980 : Arsène Lupin joue et perd - épisode pilote : le président de la cour d'assise
- 1981 : La Vie des autres - épisode : Julien d'Emmanuel Fonlladosa : Bertin
- 1981 : La Double Vie de Théophraste Longuet de Yannick Andréi : le petit monsieur
- 1981 : Histoire contemporaine : Pied-d'Alouette
- 1981 : Cinéma 16, téléfilm Une mère russe de Michel Mitrani
- 1982 : Médecins de nuit d'Emmanuel Fonlladosa, épisode : La Dernière Nuit (série télévisée) : M. de Saint-Cyr
- 1985 : Les Colonnes du ciel - épisode #1.4 : Marie Bon Pain de Gabriel Axel : le vieil homme
- 1985 : Les Bargeot (série)
- 1991 : Marc et Sophie - épisode #4.40 : C'est pas volé
- 1993 : Les Grandes Marées - épisode #1.5 - #1.6 : Royer
- 1998 : Anne Le Guen - épisode #1.5 : Le mystère de la crypte de Stéphane Kurc : l'homme à la gare

### Au théâtre ce soir
- 1965 : La Bonne Planque[1]
- 1967 : Treize à table de Marc-Gilbert Sauvajon, mise en scène de l'auteur, réalisation Pierre Sabbagh, théâtre Marigny
- 1968 : La Coquine d'André Roussin, mise en scène Bernard Dhéran, réalisation Pierre Sabbagh, théâtre Marigny
- 1971 : Arsenic et vieilles dentelles de Joseph Kesselring, mise en scène Alfred Pasquali, réalisation Pierre Sabbagh, théâtre Marigny
- 1972 : Le Médecin malgré lui de Molière, mise en scène Jean Meyer, réalisation Georges Folgoas, théâtre Marigny
- 1972 : Lidoire de Georges Courteline, mise en scène Jean Meyer, réalisation Georges Folgoas, théâtre Marigny
- 1973 : Les Amants novices de Jean Bernard-Luc, mise en scène Jacques Charon, réalisation Georges Folgoas, théâtre Marigny
- 1975 : La Nuit du 16 janvier d'Ayn Rand, mise en scène André Villiers, réalisation Pierre Sabbagh, théâtre Édouard VII
- 1976 : La Sainte Famille d'André Roussin, mise en scène Georges Vitaly, réalisation Pierre Sabbagh, théâtre Édouard VII
- 1976 : Am-stram-gram d'André Roussin, mise en scène Claude Nicot, réalisation Pierre Sabbagh, théâtre Édouard VII
- 1978 : Le Locataire du troisième sur la cour de Jerome K. Jerome, mise en scène André Villiers, réalisation Pierre Sabbagh, théâtre Marigny
- 1980 : La Coquine d'André Roussin, mise en scène Bernard Dhéran, réalisation Pierre Sabbagh, théâtre Marigny
- 1982 : Je l'aimais trop de Jean Guitton, mise en scène Michel oux, réalisation Pierre Sabbagh, théâtre Marigny
- 1984 : La Pomme de Louis Verneuil et Georges Berr, mise en scène René Dupuy, réalisation Pierre Sabbagh, théâtre Marigny